# Jembayat
Jembayat is een bestuurslaag in het regentschap Tegal van de provincie Midden-Java, Indonesië. Jembayat telt 11.417 inwoners (volkstelling 2010).